# Лопеш, Мануэл
Мануэ́л Лопе́ш (Лопиш, порт. Manuel Lopes; 23 декабря 1907, Минделу, Кабо-Верде — 25 января 2005, Лиссабон) — прозаик, поэт, новеллист, эссеист. Родился на острове Сан-Висенте (ныне — в составе государства Кабо-Верде). Участник группы «Кларидаде». Писал по-португальски.
Издавался в сборниках «Modernos poetas caboverdianos», «Crivulo e outros poemas», Лиссабон, 1964.

## Произведения

### Проза
- Chuva Braba (1956, роман)
- O Galo Que Cantou na Baía (1959, новеллы)
- Os Flagelados do Vento Leste (1959, роман)

### Поэзия
- Horas Vagas (1934)
- Poema de Quem Ficou (1949)
- Folha Caída (1960)
- Crioulo e Outros Poemas (1964
- Falucho Ancorado (1997)

### Эссе
- Monografia Descritiva Regional (1932)
- Paul (1932)
- Temas Cabo-verdianos (1950)
- Os Meios Pequenos e a Cultura (1951)
- Reflexões Sobre a Literatura Cabo-Verdiana (1959
- As Personagens de Ficção e Seus Modelos (1973